# Videoslots
Videoslots är ett internetkasino som grundades 2011 och som har sitt huvudkontor i Malta. Det är licensierat av Malta Gaming Authority, svenska Spelinspektionen, Gambling Commission i Storbritannien (UKGC), italienska spelmyndigheten (AAMS), Spillemyndigheden i Danmark samt den spanska spelmyndigheten (DGOJ).

## Historia
Videoslots grundades 2011 av svenske Alexander Stevendahl och är baserat på Malta. Han är även VD sedan 2013.
År 2017 köpte kasinot tekniktillgångarna till PKR.com som är en internetpokeroperatör.
År 2018 var de officiell partner för Malta Handball Association.
2018 betalade Videoslots även cirka 12 miljoner kronor i förlikning till storbritanniens Gambling Commission (UKGC) på grund av företagets brist på effektiva skyddsåtgärder mot penningtvätt och kundernas risk att hamna i ett spelmissbruk.

## Utmärkelser
| År   | Tilldelning                                       | Tilldelat av                     | Ref    |
| ---- | ------------------------------------------------- | -------------------------------- | ------ |
| 2015 | Best Online Casino Award                          | Casinomeister                    | [ 14 ] |
| 2015 | Best Gaming Experience Award                      | Casinomeister                    | [ 14 ] |
| 2016 | Best Slots Operator Award                         | Gaming Intelligence Awards       | [ 15 ] |
| 2017 | Gaming Intelligence HOT 50 CEO:s                  | Gaming Intelligence Awards       | [ 16 ] |
| 2017 | Compliance and Regulated Markets Idol of the Year | iGaming Idol                     | [ 17 ] |
| 2017 | Trusted Affiliate Award                           | GAFFG Awards                     | [ 18 ] |
| 2017 | Best Casino Award                                 | Casinomeister                    | [ 19 ] |
| 2018 | Best Slots Operator Award                         | 11th International Gaming Awards | [ 15 ] |
| 2018 | Best Casino Award                                 | Casinomeister                    | [ 20 ] |
| 2018 | Best Gaming Experience Award                      | Casinomeister                    | [ 21 ] |
| 2019 | Great Place to Work (Operator)                    | 12th International Gaming Awards | [ 22 ] |
| 2019 | Customer Service Idol of the Year                 | iGaming Idol                     | [ 23 ] |
| 2019 | Leader of the Year in Casino Operator             | SBC Awards                       | [ 24 ] |
| 2021 | Slots Operator of the Year                        | IGA Awards                       | [ 25 ] |
| 2021 | Casino Operator of the Year                       | SIGMA                            | [ 26 ] |